# Козовка (Великогаевская сельская община)
Козовка (укр. Козівка) — село в Великогаевской сельской общине Тернопольского района Тернопольской области Украины.
Население по переписи 2001 года составляло 790 человек. Почтовый индекс — 47745. Телефонный код — 352.